# Campichoeta zernyi
Campichoeta zernyi är en tvåvingeart som beskrevs av Oswald Duda 1934. Campichoeta zernyi ingår i släktet Campichoeta och familjen sumpskogsflugor. Inga underarter finns listade i Catalogue of Life.